# Marmaduke Duke
Marmaduke Duke ist ein Rockprojekt der beiden Schotten Simon Neil von Biffy Clyro und JP Reid von Sucioperro. Das Projekt der beiden Bandköpfe ist auf drei Alben angelegt und stellt die Geschichte eines verrückten Dukes aus dem 16. Jahrhundert dar, erzählt in kleinen musikalischen Geschichten. Es soll sich dabei um die Vertonung einer dreibändigen unveröffentlichten Erzählung handeln, die ihnen ein portugiesischer Freund gegeben hat.
Neil und Reid alias The Atmosphere und The Dragon stammen beide aus Ayrshire und sind entfernt verwandt. Parallel zur Gründung ihrer jeweiligen Bands planten die beiden ab 2003 das Projekt, als juristische Streitereien ihre Bandarbeit blockierten, und sie hatten innerhalb einer Woche das erste Album The Magnificent Duke geschrieben und bis 2005 fertiggestellt. Das Werk besteht aus drei mal sechs Stücken, jeweils abwechselnd ein rockig-punkiges, ein akustisch-melodiöses und ein experimentell-verspieltes Stück, was die Gemütsschwankungen des Dukes darstellen soll. Das Album erschien als limitierte Ausgabe von 4000 Exemplaren.
Teil zwei wurde kurz darauf begonnen und ebenso schnell fertiggeschrieben und die beiden Schotten spielten bereits 2005 Stücke aus The Duke Pandemonium bei ihren Auftritten. Dann gab es aber erst Probleme mit ihrem Plattenlabel, das sich 2008 ganz auflöste. Und dann gelang Neils Band Biffy Clyro mit dem Album Puzzle Mitte 2007 ein großer Erfolg, so dass er erst einmal dort eingespannt war. Im Frühjahr 2009 erschien dann das Album bei einem neuen Label und diesmal wurden auch Singles ausgekoppelt. Kurz vor Albumveröffentlichung erschien die zweite Single Rubber Lover, die es in den britischen Charts bis auf Platz 12 brachte. Auch das Album wurde diesmal ein Charterfolg. Ganz anders als im ersten Album geht es diesmal um den hedonistisch-dekadenten Lebensstil des Dukes und musikalisch wird das ausgedrückt in zehn melodiösen Electronic-/Dancepop-Stücken. Der bekannte Produzent und Remixer Rich Costey mischte das Album ab.
Für den Abschluss der Trilogie mit dem Titel The Death of the Duke ist ein 40-minütiges instrumentales Gitarrenstück in Planung, das den Untergang des Duke darstellt und mit seinem Tod endet.
Neil und Reid absolvieren ihre Auftritte in ans 16. Jahrhundert angelehnter Kleidung mit Hut, Stock und Umhang. Unterstützt werden sie auf der Bühne von den anderen Mitgliedern von Biffy Clyro. Außerdem befindet sich bei Konzerten ein weiterer, maskierter Mann mit Hut auf der Bühne, der den "Duke" verkörpert. Dargestellt wird dieser von Michael Logg (aka "The Big Slice"), dem Ex-Bassisten von Sucioperro.
Neben ihren eigenen Titeln haben Marmaduke Duke auch für ein Tribute-Album für The Cure den Titel Friday I'm in Love eingespielt.

## Diskografie
Album
- The Magnificent Duke (2005)
- Duke Pandemonium (2009)
- The Death of the Duke (geplant)

Singles
- Kid Gloves (2009)
- Rubber Lover (2009)
- Silhouettes (2009)